# 粉河寺
粉河寺（こかわでら）是位在日本和歌山縣紀之川市的寺院，粉河觀音宗總本山。山號「風猛山」（ふうもうざん）。本尊千手千眼觀音菩薩、傳說開基（創立者）為大伴孔子古。寺寶『粉河寺緣起』被指定為國寶。

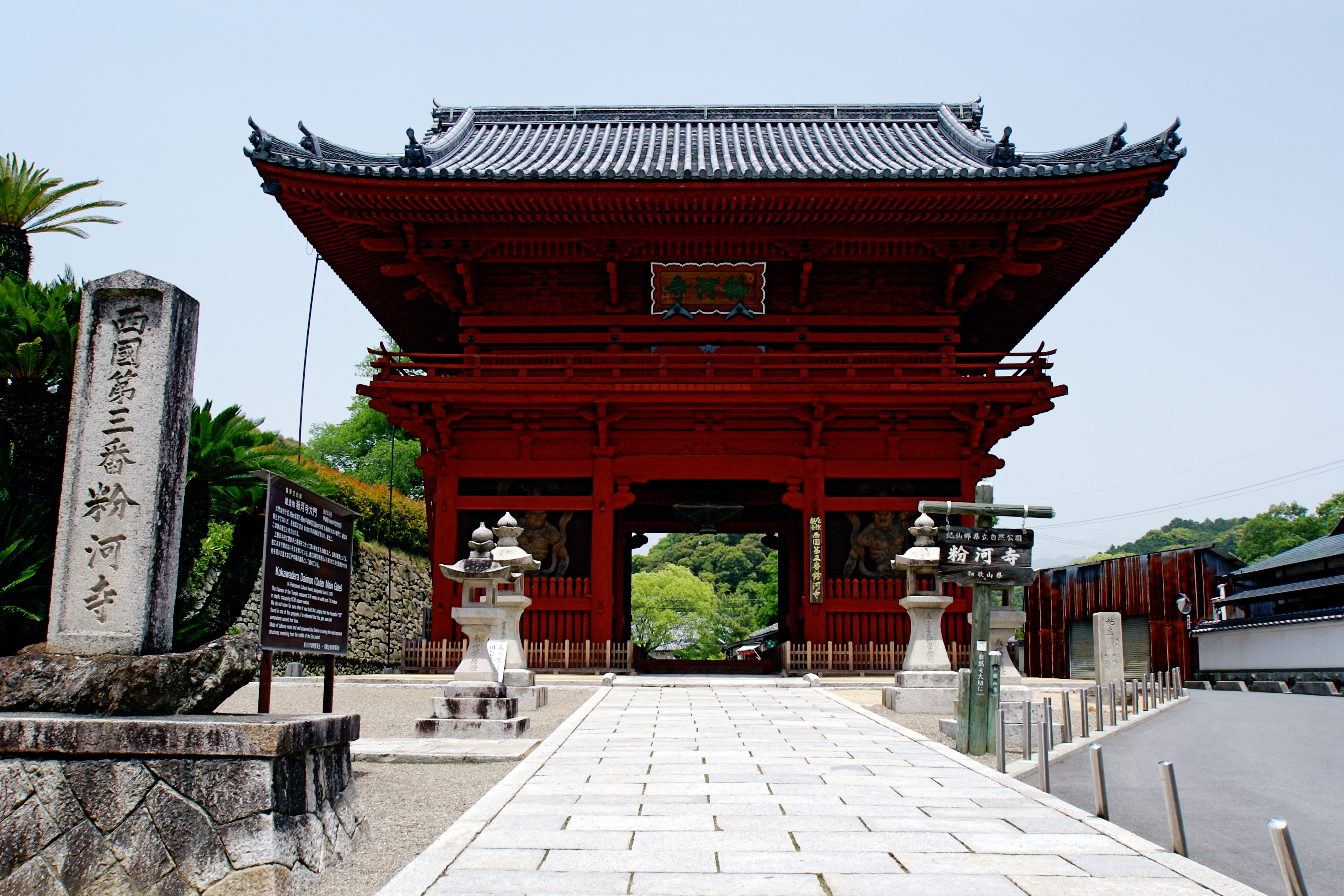
大門
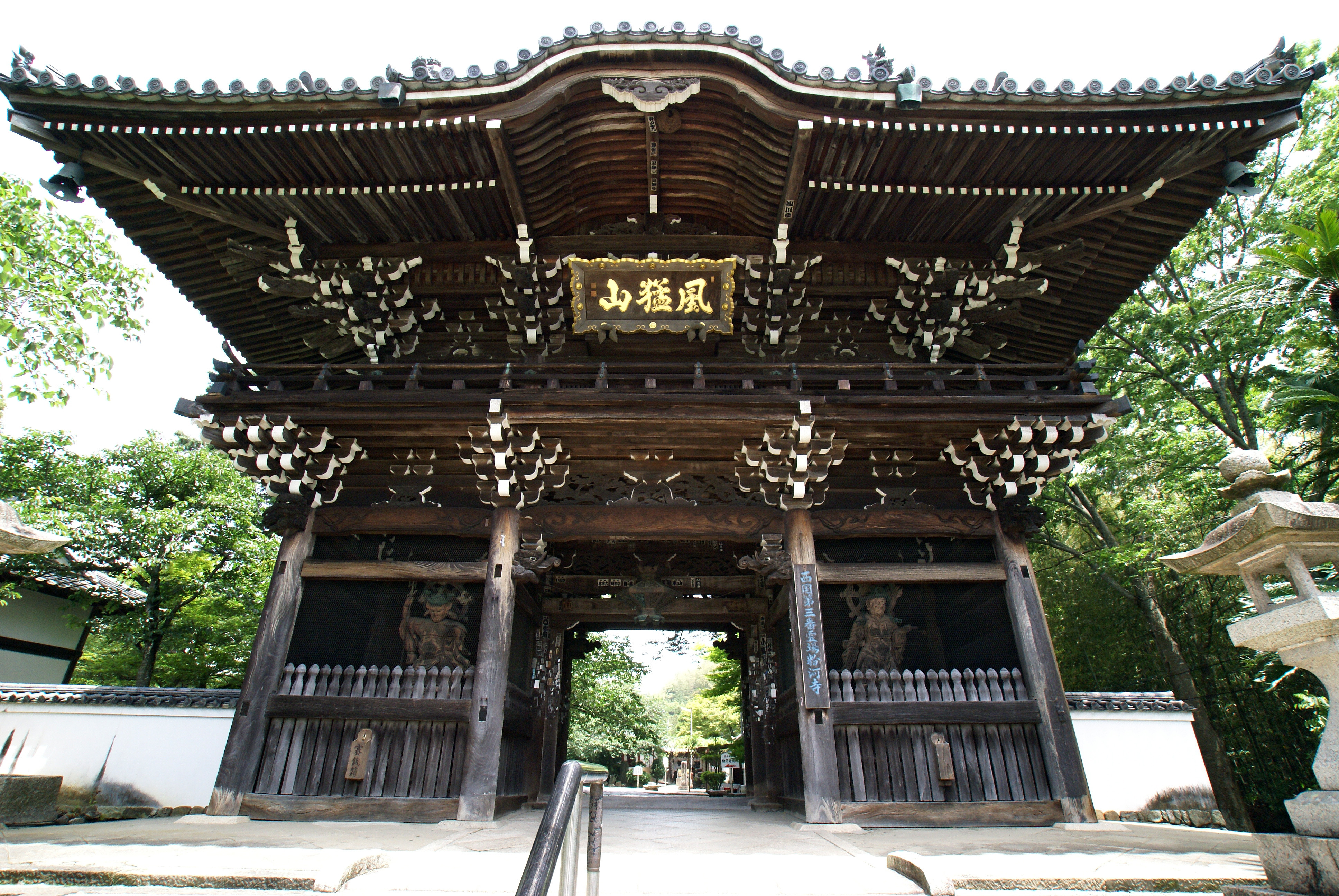
中門
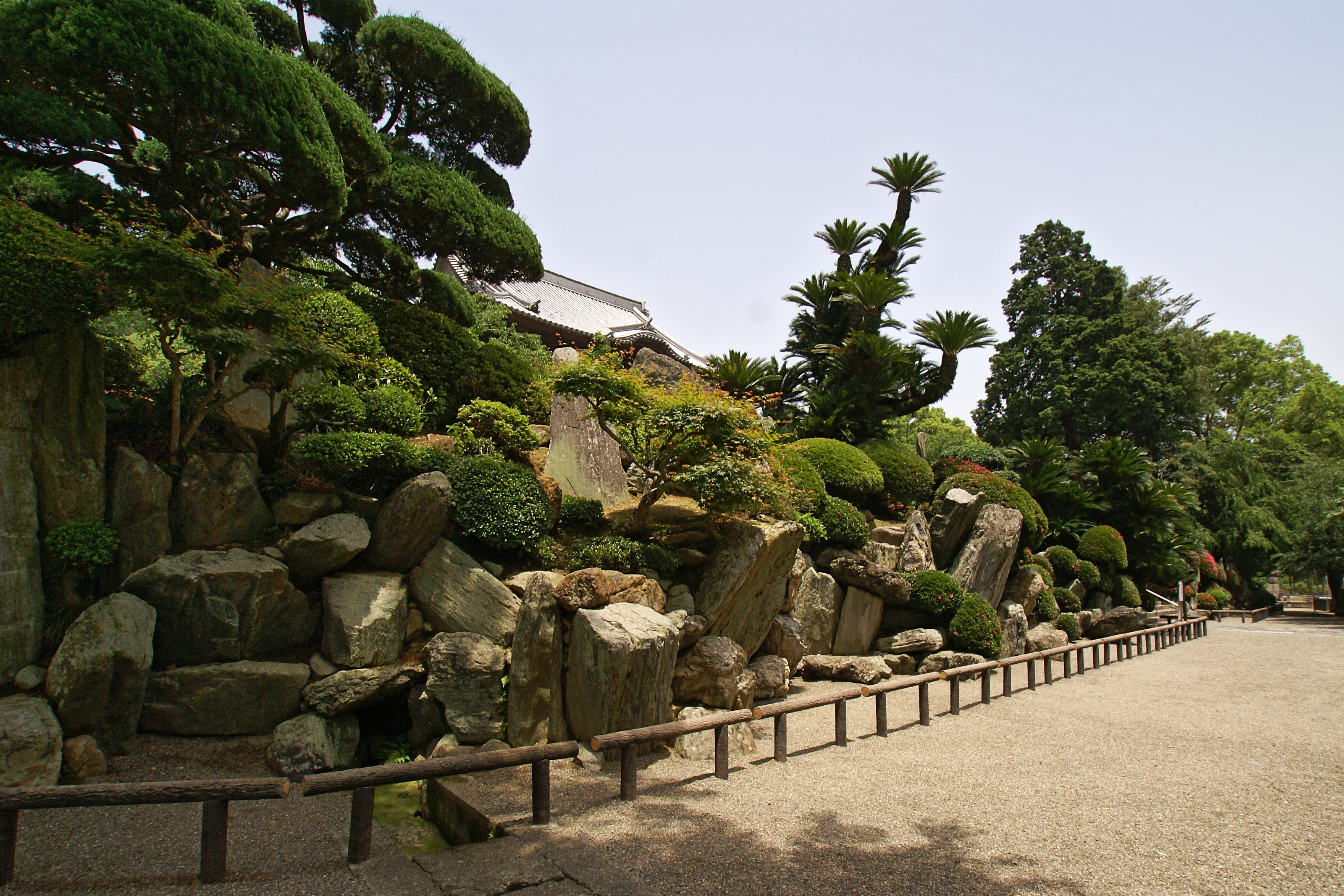
粉河寺庭園

## 關連項目
- 日本庭園
- 西國三十三箇所

## 外部連結
- 粉河寺